# Francesco Del Vecchio
Francesco Del Vecchio (Terlizzi, 21 aprile 1987) è un pallavolista italiano, schiacciatore dell'Impavida Ortona.

## Carriera
La carriera di Francesco Del Vecchio inizia nella formazione Under-15 della Volley 2000 Terlizzi. Con la squadra di Terlizzi gioca per otto anni, passando dalla Serie D alla promozione in Serie B1. Nella stagione 2009-10 avviene l'esordio nella seconda categoria nazionale, con la maglia del Gioia del Volley, con l'annata che si conclude con la retrocessione in Serie B1. Dal campionato 2010-11 gioca per la Pallavolo Molfetta, con cui ottiene due promozioni, passando in quattro anni dalla Serie B1 alla Serie A1, conquistata vincendo i play-off promozione nel 2012-13.
Nella stagione 2017-18 si accasa al New Real Gioia, in Serie A2, stessa categoria dove milita nella stagione successiva con la Rinascita Lagonegro.
Per la stagione 2019-20 si trasferisce alla New Mater, mentre nel 2020 fa ritorno al Molfetta, in Serie B, con il quale rimane per tre stagioni. Per il campionato 2023-24 ritorna in Serie A2, ingaggiato dall'Impavida Ortona.